# Geodiversitas
Geodiversitas is een internationaal, aan collegiale toetsing onderworpen open access wetenschappelijk tijdschrift op het gebied van de paleontologie. Het is opgericht in 2004 en wordt uitgegeven door het Muséum national d'histoire naturelle in Parijs.